# Comte Julien
Pour les articles homonymes, voir Julien.
Le comte Julien, Yulian, Olbán ou Urbain (en berbère : Yulyan ou Ulban, latin : comes Julianus, espagnol : Don Julián, Conde de Ceuta, arabe : يليان, Īlyan Attanji) est le gouverneur de Ceuta (Septem), dans l'exarchat de Carthage.  Il entretenait des relations d'amitié avec les chefs Wisigoths de la péninsule Ibérique avant de s'allier aux musulmans. Selon certains récits, Yulyan aurait été aidé par Tariq ibn Ziyad pour venger l’honneur de sa fille Florinda déshonorée par le roi wisigoth Rodéric,.
Selon les chroniqueurs arabes, Julián a eu un rôle important dans la conquête omeyyade de l'Hispanie, événement clé dans l'histoire de l'islam, dans laquelle Al-Andalus tient une place prépondérante, et dans l'histoire de ce qui devait devenir l'Espagne et le Portugal. Le comte Julien apporte une aide appréciable aux Arabes en leur fournissant des navires permettant le débarquement des forces arabo-berbères placées sous le commandement du commandant berbère Tariq ibn Ziyad, en avril 711.
L'existence de ce personnage de religion chrétienne reste mystérieuse : il semble qu'au moment de la conquête du Maghreb par le wali omeyyade de Kairouan, Musa ibn Nusair, qui étend ainsi l'autorité du califat de Damas jusqu'au détroit de Gibraltar, Julien était gouverneur de quelques villes de l'extrême sud de l'Andalousie actuelle pour le compte des rois wisigoths, et, en Afrique du Nord, de Tanger et de Ceuta.

## Contexte géographique
Le Maghreb, à l'époque romaine, était divisé en 2 grandes régions, la Maurétanie tingitane, et la Maurétanie césarienne. Les habitants de la Maurétanie, étaient des Berbères, appelés "Maures", du latin Maurii. Après la chute de l'Empire Romain d'Occident, la gouvernance de la Maurétanie est passée sous le contrôle, toutefois partiel, de Constantinople (Byzance).
Vers le milieu du VIIe siècle, le comte Julien était nommé par Constantin IV à Constantinople pour gouverner la région des Ghomaras, en Maurétanie Tingitane : Le comte Julien est devenu, alors, le gouverneur de ce territoire. Sa capitale était "Ceuta", qui n'est autre que la traduction espagnole du nom originel "Septem".

## Biographie

### Origines
Julien est parfois considéré comme un vassal de Rodéric, roi des Wisigoths. 
Certaines sources font de lui un wisigoth, d'autres un byzantin, et d'autres un berbère des Ghomara qui fut l'un des derniers bastions chrétiens d'Afrique du Nord. Selon Ibn Khaldoun, Yulian était un prince masmoudien.
Luis García de Valdeavellano note d'autres possibilités, expliquant que son origine est incertaine mais qu'il était probablement un Berbère de confession chrétienne.

« Nous ne sommes pas certains s'il s'agissait d'un Berbère, d'un Wisigoth ou d'un Byzantin; En tant que «comte», il a peut-être été le souverain de la forteresse de Septem, autrefois partie du royaume wisigothique; ou il a peut-être été un exarque ou un gouverneur au nom de l'Empire byzantin: ou, comme il semble plus probable, il a peut-être été un Berbère qui était le seigneur et le maître de la tribu catholique berbère Ghomaras,. »

### Son règne
Julien détenait (en plus de la Tingitane) une grande partie de ce que les romains appelaient la "Bétique". D'après Ibn Abdal Hakam, il possédait au delà de Ceuta , "Al-khadra" soit Algesiras et l'actuel Cadix. Les chroniques d'Alfonso le font aussi maître de Ceuta et d'Algesiras. D'autres sources espagnoles lui donnent aussi les villes de Carthagène , Tarifa, Gibraltar et toute la Maurétanie Tingitane. Ainsi le comte Julien se rend complètement indépendant des byzantins et forme son propre état : "Sous l'empereur byzantin Maurice (582-602), elle devient la capitale de la Maurétanie seconde (Ceuta) qui comprend Septem, les îles Baléares et le territoire byzantin d'Espagne. Le comte Julien , gouverneur sous Constantin IV , s'y rend indépendant [...]". En 682, Oqba tente d’assiéger Tanger ( Ses conquêtes n'ont jamais pu, en réalité, dépasser l'Oued Chélif) mais ici, il est arrêté et partiellement repoussé. Luis Garcia de Valdeavellano écrit : « Dans leur lutte contre les Byzantins et les Berbères, les chefs arabes avaient considérablement étendu leurs possessions en Afrique, et au début de l'année 682, Oqba Ibn Nafi atteignait les côtes de l'Atlantique, mais il fut incapable d'occuper Tanger, car il a été contraint de rebrousser son chemin vers les monts de l'Atlas par un homme que l'histoire et la légende ont retenu sous le nom de comte Julien. ».En 709, presque toute l'Afrique du Nord est sous le contrôle du califat omeyyade. La seule exception possible est Ceuta. Moussa Ibn Noçeïr tente de l'assieger en lançant plusieurs assauts,mais en vain. Il se fait repousser par les maures du comte Julien et ses meilleurs troupes se feront tuées par la vigile défense de Julien. La seule résistance sérieuse que les Arabes rencontrèrent fut le fort de Septem Fratres (Ceuta), qui résista jusqu'en 711, et les tribus maures locales (Berbères) dans l'arrière-pays.

### Retournement d'alliance
Au-delà des légendes qui entourent les circonstances relativement obscures dans lesquelles se déroulent les premiers épisodes de la conquête musulmane de la péninsule Ibérique, plusieurs documents indiquent assez clairement (« au-delà de tout doute raisonnable », selon l'historien espagnol Pedro Chalmeta) que le débarquement des forces arabo-berbères placées sous le commandement de Tariq ibn Ziyad a bénéficié de l'aide d'un chef byzantin, connu dans les sources arabes sous le nom « Youlyân », et dans l'historiographie chrétienne sous celui de « comte Julien ». Certaines sources Arabes de l'époque indiquent clairement que le comte Julien était le gouverneur byzantin de Ceuta. Ceuta et Tanger étant les deux derniers bastions byzantins au Maroc avant l'arrivée des musulmans.
Fidèle vassal des rois Égica (687-700) et Wittiza (702-710), il a pris, après la mort de ce dernier, le parti du prince Agila (« Akhila » pour les Arabes), écarté du trône de Tolède au profit du prétendant Rodéric.
S'étant soumis aux musulmans, qui lui enlèvent Tanger mais laissent momentanément Ceuta sous son gouvernement, Julien a alors pris part aux tractations engagées par Agila avec les Arabes, les incitant à franchir le détroit de Gibraltar pour aller soutenir dans la péninsule les prétentions de ce prince. Julien a notamment apporté une aide appréciable aux Arabes en leur fournissant des navires permettant, en juillet-août 710, le succès du raid de pillage dirigé par Tarif ibn Malik (qui laisse son nom à l'actuelle Tarifa), puis celui, infiniment plus décisif, du débarquement des forces arabo-berbères placées sous le commandement de Tariq ibn Ziyad, en avril 711, débouchant sur la bataille de Guadelete en juillet 711.

### Légende
Des sources chrétiennes et arabes expliquent par ailleurs l'attitude de Julien en faisant état de la présence de sa fille, Florinde, à la cour du roi Rodéric à Tolède ; violée par le roi, la jeune fille aurait averti son père de cette humiliation en lui faisant parvenir un œuf pourri; ainsi prévenu, Julien livre la péninsule aux berbères pour venger l'affront fait à sa fille. Cet épisode est généralement considéré comme légendaire.